# Vigile attesa
La vigile attesa è un approccio ad un problema medico in cui è consentito far trascorrere del tempo prima di procedere ad un intervento chirurgico o ad una terapia farmacologica. Durante questo tempo, gli esami diagnostici possono essere ripetuti.
Termini correlati comprendono gestione di attesa, sorveglianza attiva e inattività sapiente. Il termine inattività sapiente viene utilizzato anche in contesti non medici.
Una distinzione può essere tracciata tra la vigile attesa e l'osservazione medica, ma alcune fonti equiparano i termini. Di solito, la vigile attesa è un processo ambulatoriale e può durare mesi o anni. Al contrario, l'osservazione medica avviene in un contesto di degenza ospedaliera e spesso è costituita da un frequente o continuo monitoraggio del paziente e può avere una durata di ore o giorni.

## Usi medici
Spesso la vigile attesa viene consigliata nelle situazioni con un'elevata probabilità di auto-risoluzione, se vi è una elevata incertezza per quanto riguarda la diagnosi e quando il rischio di intervento o della terapia può superare i benefici.
Questo approccio viene spesso raccomandato per molte malattie comuni, come le infezioni dell'orecchio, poiché la maggior parte dei casi si risolve spontaneamente e gli antibiotici spesso vengono prescritti solamente dopo diversi giorni di sintomi. La vigile attesa è anche una strategia utilizzata in chirurgia prima di un possibile intervento, quando un sintomo (ad esempio dolore addominale) può avere un decorso migliorativo o peggiorativo.
Altri esempi includono:
- La diagnosi e il trattamento dell'ipertrofia prostatica benigna
- La depressione[9]
- L'otite media[10]
- L'ernia inguinale
- Strani comportamenti dei neonati
- La sorveglianza attiva nel tumore alla prostata
- Calcoli renali non sintomatici

## Processo

### Vigile attesa
In molte applicazioni, una componente chiave della vigile attesa è l'uso di un albero di decisione esplicito o di un protocollo per garantire una transizione tempestiva da tale approccio ad un'altra forma di gestione, a seconda delle necessità. Ciò è particolarmente comune nel trattamento post-chirurgico dei casi di neoplasia, nel quale la ricorrenza del tumore è un problema significativo.

### Osservazione medica
Di solito, i pazienti, secondo la politica in ospedale, sono tenuti in osservazione per sole 24 o 48 ore prima che essere dimessi o ricoverati.